# In Old California (film 1910)
In Old California è un cortometraggio muto del 1910 diretto da David W. Griffith. Prodotto e distribuito dalla Biograph Company, il film - girato a Hollywood, Los Angeles - uscì nelle sale cinematografiche degli Stati Uniti il 10 marzo 1910.

## Trama
Nella vecchia California, prima del 1822, la bella Perdita Arguello è amata da José Manuella, un ricco giovane spagnolo che si è trasferito in America alla ricerca di avventure. Ma la giovane è presa dal romanticismo di Pedro Cortes, il bel trovatore del villaggio che ormai ha conquistato il suo cuore e che lei accetta come sposo. Ma il matrimonio non sarà certo felice e Perdita avrà modo di pentirsi della sua folle scelta.

## Produzione
Il film fu prodotto dalla Biograph Company. Venne girato dall'8 febbraio al 10 febbraio 1910 a Hollywood.

## Distribuzione
Distribuito dalla Biograph Company, il film - un cortometraggio in una bobina - uscì nelle sale cinematografiche statunitensi il 10 marzo 1910. Il 6 maggio 2004, fu presentato al Beverly Hills Film Festival.